# Carl Sassenrath
Carl Sassenrath, född 1957, är bland annat känd för att ha skapat kärnan (Exec) i operativsystemet AmigaOS som används i Amigadatorer. Han har också skrivit programmeringsspråket Rebol. Carl Sassenrath är numera bosatt i Kalifornien, där han driver en liten vingård.

## Historia
Carl Sassenrath började sin karriär hos Hewlett-Packard, där han utvecklade sina idéer om ett operativsystem baserat på en mikrokärna. Hewlett-Packard var inte intresserad av hans idéer.
Han fortsatte hos Hewlett-Packard med att utveckla ett grafisk användargränssnitt inspirerat av Xerox.
År 1983 valde Sassenrath att övergå till Amiga Inc. Där blev han ombedd att utveckla ett operativsystem till den hårdvara som skulle bli grunden i Amiga-datorerna. Efter att datorn släppts lämnade Carl Sassenrath företaget Commodore Amiga.